# سرزمین باسک جنوبی
سرزمین باسک جنوبی، (Hegoalde) لفظ مورد استفاده برای اشاره به استانهای باسکی در اسپانیا، یعنی منطقه خودمختار باسک به علاوه نابارا است.

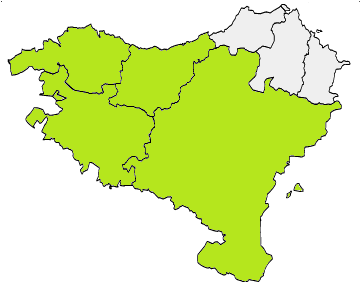
سرزمین باسک اسپانیا به رنگ سبز